# Penis captivus

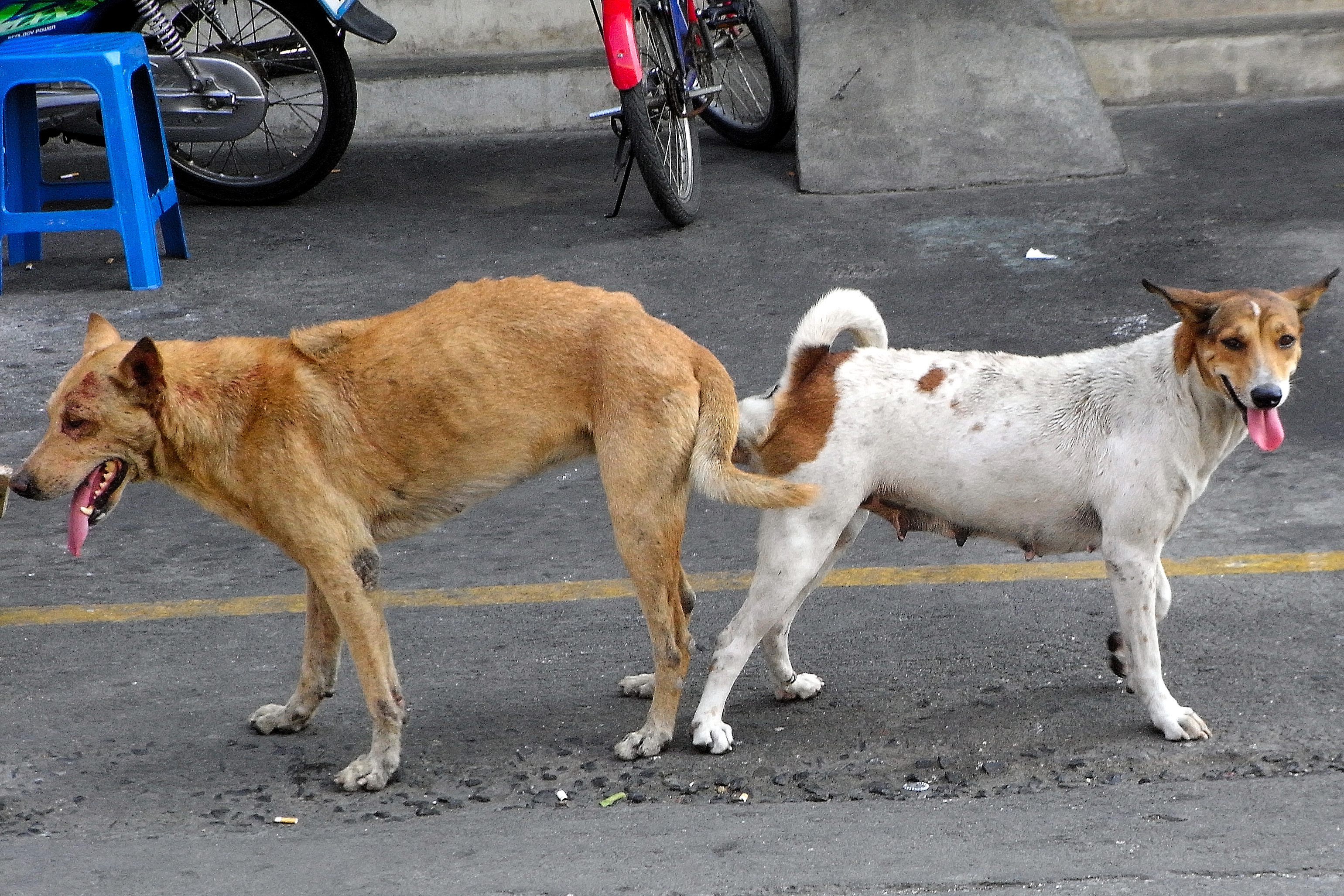

Le penis captivus (littéralement le « pénis captif ») désignerait l'impossibilité pour l'homme de retirer son sexe du vagin de sa partenaire durant un rapport. Le pénis est alors retenu par une puissante contraction des muscles élévateurs de l'anus, notamment la partie élévatrice interne qui sangle par l'arrière le vagin, empêchant tout retrait et maintenant l'érection. Si cet incident est fréquent chez le chien, à cause de la turgescence de sa verge en « bouchon de champagne » après l'intromission, sa réalité n'est pas attestée chez l'homme. 
Théoriquement, la libération du pénis pourrait être obtenue grâce à la pratique d'un toucher rectal sur la femme, ou par l'injection d'un myorelaxant.
Cette situation est illustrée dans l'un des sketches du film Les Infidèles en 2012.

## Mythe
Ce genre de cas médical serait un mythe. Les articles médicaux qui le mentionnent sont généralement des commentaires plus ou moins directs d’un cas unique publié en 1884 par William Osler. En farceur invétéré, Osler trompe le rédacteur en chef des Philadelphia Medical News avec un article sur le soi-disant phénomène du penis captivus mais il voulait en fait se moquer de la crédulité d’un de ses collègues,. Un  cas de penis captivus est mentionné dans une lettre au British Medical Journal datée de 1980, mais il fait référence à un cas non publié par un médecin qui croit se souvenir d’une arrivée en ambulance en 1947.